# إلدون (ميزوري)
إلدون (بالإنجليزية: Eldon)‏ هي مدينة أمريكية تقع في ولاية ميزوري. تبلغ مساحة هذه المدينة 8.7 (كم²)،ويبلغ عدد سكانها 4895 نسمة حسب إحصاء سنة 2010 م 4895.تشير إحصاءات سنة 2000م بأن الكثافة السكانية في هذه المدينة تقدر بـ(559.9) نسمة/كم2 

## التركيبة السكانية
قام مكتب تعداد الولايات المتحدة بتحديد بيانات التركيبة السكانية لإلدون في تعداد الولايات المتحدة. في ما يلي، التركيبة السكانية حسب تعدادي 2000 و2010.

### تعداد عام 2000
بلغ عدد سكان إلدون 4,895 نسمة بحسب تعداد عام 2000، وبلغ عدد الأسر 2,194 أسرة وعدد العائلات 1,270 عائلة مقيمة في المدينة. في حين سجلت الكثافة السكانية 1,450.2 نسمة لكل ميل مربع (559.9/كم2). وبلغ عدد الوحدات السكنية 2,396 وحدة بمتوسط كثافة قدره 709.8 نسمة لكل ميل مربع (274.1/كم2).
وتوزع التركيب العرقي للمدينة بنسبة 98.14% من البيض و 0.31% من الأمريكيين الأصليين و 0.16% من الأمريكيين ذوي الأصول الآسيوية و 0.33% من الأمريكيين الأفارقة و 0.76% من عرقين مختلطين أو أكثر.
```
وبلغت نسبة 
الأزواج
 القاطنين مع بعضهم البعض 41.8% من أصل المجموع الكلي للأسر، ونسبة 12.5% من الأسر كان لديها معيلات من الإناث دون وجود شريك، وكانت نسبة 42.1% من غير العائلات. تألفت نسبة 38.1% من أصل جميع الأسر من أفراد ونسبة 20.6% كانوا يعيش معهم شخص وحيد يبلغ من العمر 65 عاماً فما فوق. وبلغ متوسط حجم الأسرة المعيشية 2.88، أما متوسط حجم العائلات فبلغ 2.18.
```

بلغ العمر الوسطي للسكان 40 عاماً. وكانت نسبة 23.2% من القاطنين تحت سن الثامنة عشر، وكانت نسبة 8.7% بين الثامنة عشر والأربعة وعشرون عاماً، ونسبة 24.5% كانت واقعةً في الفئة العمرية ما بين الخامسة والعشرون حتى والأربعة وأربعون عاماً، ونسبة 20.8% كانت ما بين الخامسة والأربعون حتى الرابعة والستون، ونسبة 22.7% كانت ضمن فئة الخامسة والستون عاماً فما فوق. يوجد لكل 100 أنثى 83.1 ذكر، ويوجد لكل 100 أنثى في الثامنة عشر من عمرها فما فوق 75.6 ذكر.
بلغ متوسط دخل الأسرة في المدينة 27,103 دولار، أما متوسط دخل العائلة فبلغ 34,621 دولار. وكان متوسط دخل الذكور 27,818 دولار مقابل 17,690 دولار للإناث. وسجل دخل الفرد الخاص بالمدينة 15,015 دولار.

### تعداد عام 2010
بلغ عدد سكان إلدون 4,567 نسمة بحسب تعداد عام 2010، وبلغ عدد الأسر 1,984 أسرة وعدد العائلات 1,158 عائلة مقيمة في المدينة. في حين سجلت الكثافة السكانية 1,282.9 نسمة لكل ميل مربع (495.3/كم2). وبلغ عدد الوحدات السكنية 2,242 وحدة بمتوسط كثافة قدره 629.8 لكل ميل مربع (243.2/كم2).
وتوزع التركيب العرقي للمدينة بنسبة 95.9% من البيض و 0.5% من الأمريكيين الأصليين و 0.4% من الأمريكيين ذوي الأصول الآسيوية و 0.3% من سكان جزر المحيط الهادئ و 0.5% من الأمريكيين الأفارقة و 1.9% من عرقين مختلطين أو أكثر.
بلغ عدد الأسر 1,984 أسرة كانت نسبة 31.0% منها لديها أطفال تحت سن الثامنة عشر تعيش معهم، وبلغت نسبة الأزواج القاطنين مع بعضهم البعض 38.4% من أصل المجموع الكلي للأسر، ونسبة 14.6% من الأسر كان لديها معيلات من الإناث دون وجود شريك، بينما كانت نسبة 5.4% من الأسر لديها معيلون من الذكور دون وجود شريكة وكانت نسبة 41.6% من غير العائلات. تألفت نسبة 36.8% من أصل جميع الأسر من أفراد ونسبة 17.4% كانوا يعيش معهم شخص وحيد يبلغ من العمر 65 عاماً فما فوق. وبلغ متوسط حجم الأسرة المعيشية 2.94، أما متوسط حجم العائلات فبلغ 2.27.
بلغ العمر الوسطي للسكان 38.7 عاماً. وكانت نسبة 24.7% من القاطنين تحت سن الثامنة عشر، وكانت نسبة 7.7% بين الثامنة عشر والأربعة وعشرون عاماً، ونسبة 24.4% كانت واقعةً في الفئة العمرية ما بين الخامسة والعشرون حتى والأربعة وأربعون عاماً، ونسبة 24.1% كانت ما بين الخامسة والأربعون حتى الرابعة والستون، ونسبة 19.1% كانت ضمن فئة الخامسة والستون عاماً فما فوق. وتوزع التركيب الجنسي للسكان بنسبة 47.0% ذكور و53.0% إناث.